# Кондуя
Кондуя — упразднённая деревня, урочище на территории Любанского городского поселения Тосненского района Ленинградской области.

## История
В материалах по статистике Новгородской губернии 1884 года деревня Кондуя не упоминается
В конце XIX — начале XX века деревня административно относилась к Пельгорской волости 1-го стана 1-го земского участка Новгородского уезда Новгородской губернии.

КОНДУЯ — посёлок разных лиц, собственников земли курляндцев, дворов — 16, жилых домов — 13, число жителей: 45 м. п., 40 ж. п. 

Занятия жителей — земледелие. (1907 год)

С 1917 по 1927 год в состав Любанской волости Новгородского уезда входила пустошь Кондуя.
С 1927 года в составе Кородыня-Малиновского латышского национального сельсовета Любанского района числилась деревня Кондуя.
С 1928 года в составе Добросельского сельсовета.
С 1930 года в составе Тосненского района.
По данным 1933 года деревня  Кондуя входила в состав Добросельского сельсовета Тосненского района.
В 1940 году население деревни составляло 104 человека.

План деревни Кондуя. 1941 год

Согласно топографической карте РККА 1941 года деревня насчитывала 29 крестьянских дворов.
С 1 августа 1941 года по 31 декабря 1943 года деревня находилась в оккупации.
Деревня была сожжена немецко-фашистскими захватчиками.
Согласно областным административно-территориальным данным «После войны не восстановлена».
В настоящее время — урочище Кондуя.

## География
Урочище расположено в восточной части района к востоку от автодороги 41А-004 (Павлово — Мга — Луга).
Находится на южном берегу болота Коврыгина Гладь. В урочище берут исток реки Смердынька и Кородынька.